# Steinach (Bad Bocklet)

Das Steinacher Wappen: Durch einen blauen Wellenpfahl (Fränkische Saale) gespalten von Silber und Gold; vorne schräg gekreuzt zwei rote Streitkolben (Zeichen der Forstmeister von Rothenkolben und Lebenhan); hinten ein schwarzer Biber (Wappentier der Ritter von Bibra).

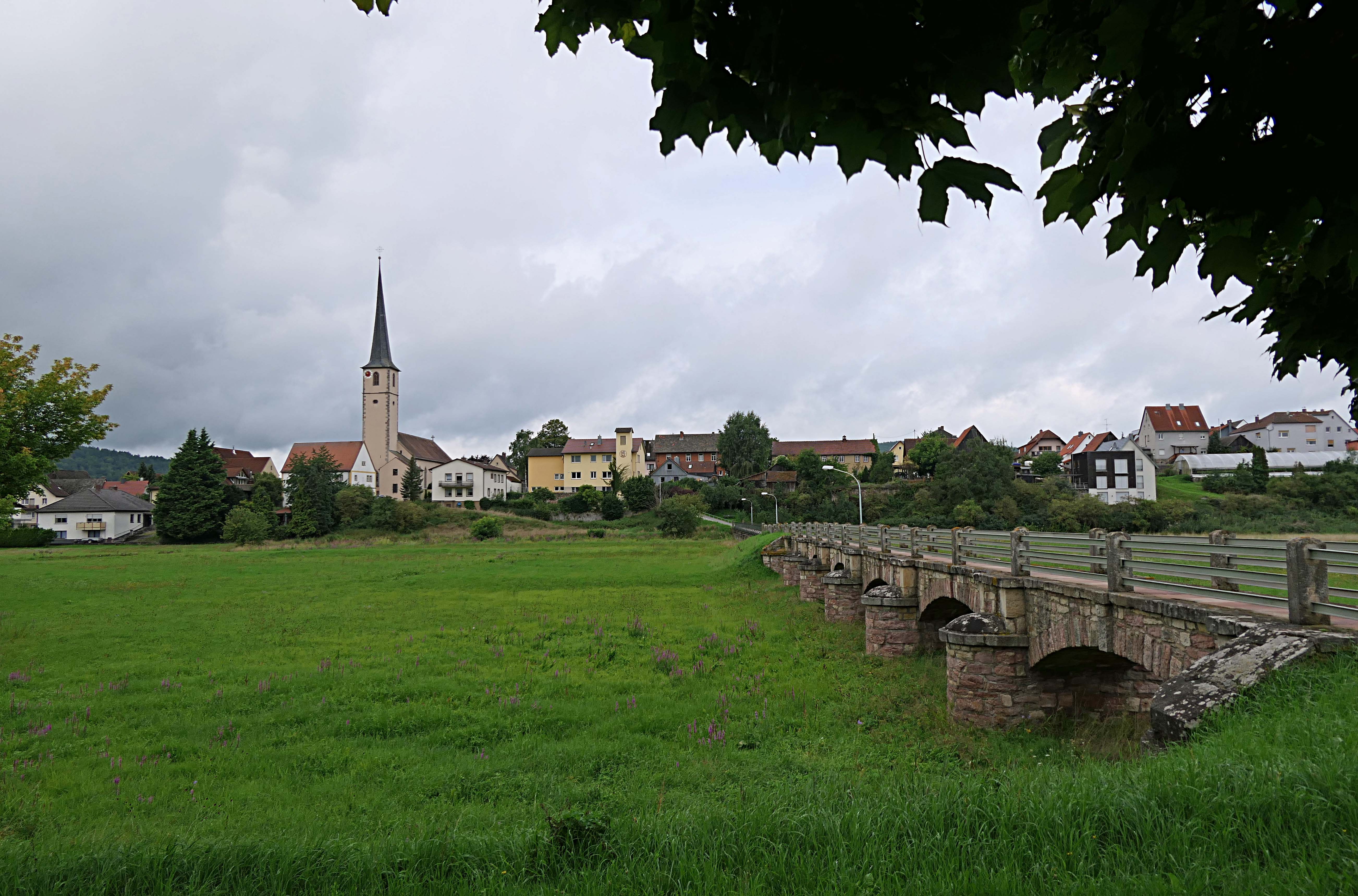
Steinach mit Hochwassersteg an der Fränkischen Saale

Steinach ist ein Gemeindeteil des Marktes Bad Bocklet im unterfränkischen Landkreis Bad Kissingen in Bayern.

## Geographie
Steinach ist umgeben von Wiesenauen und bewaldeten Hügeln an der Fränkischen Saale. Der Ort befindet sich 14 Kilometer nordöstlich von Bad Kissingen und 12 Kilometer südwestlich von Bad Neustadt an der Saale. Durch Steinach führen die Staatsstraßen 2292 (Bad Kissingen–Bad Neustadt an der Saale) und Staatsstraße 2267 (Bischofsheim in der Rhön–Steinach).

## Geschichte
Steinach wurde im Jahre 979 n. Chr. in einer Schenkungsurkunde Kaiser Ottos II. erstmals urkundlich erwähnt, wobei jedoch davon auszugehen ist, dass sich schon zu früheren Zeiten dort eine befestigte Siedlung befand. Es war stets ein Zankapfel zwischen den verschiedenen Territorialinteressen im Gebiet Main-Rhön. Davon zeugen die Reste der Burg Steinach der Grafen zu Henneberg und die Burgruine Steineck in der Nähe sowie das Neue Schloss.
Der Ort liegt im Bereich alter Handels- und Königsstraßen, die von Mainz und Worms zum fränkischen Königsgut Salz unterhalb der Burg Salzburg (bei Bad Neustadt an der Saale) führten. Verschiedene Straßen, die heute noch als Wanderwege und Straßen Verwendung finden, verbanden Würzburg und die ehemalige Freie Reichsstadt Schweinfurt mit diesen West-Ost-Magistralen: „Doch ist eine Verbindung in südliche Richtung vom Sinntal nach Steinach im Tal der Fränkischen Saale anzunehmen, von wo es über die Haardt in Richtung Schweinfurt/Würzburg ging. Zahlreiche Wegerinnen und tief eingeschnittene Hohlwege sowie alte Kreuzungen, z. B. die Bildeiche, an denen mehrere alte Wege zusammen laufen, zeugen noch heute davon.“
Einen tiefen Einschnitt im Leben der Steinacher und der Nachbargemeinden Roth an der Saale und Hohn bildete das Weißer-Sonntag-Wochenende 1945. Vom 6. bis zum 8. April 1945 (Blutsonntag) lieferten sich amerikanische und deutsche Soldaten erbitterte Kämpfe mit Toten und Zerstörung der Orte in großem Ausmaß. Besonders durch Fliegerbomben und Artillerie wurde Steinach zu 75 % vernichtet. Neben 60 Häusern und 83 Gehöften wurden auch die Kirche (Dach, Seitenwände, Hochaltar, Seitenaltäre, Beichtstuhl und Grabdenkmäler), das Pfarrhaus und das Haus der Franziskanerinnen schwer getroffen. 9 Einwohner, 12 deutsche und 13 US-Soldaten fanden den Tod.
1959 wurde aus der Gemeinde Steinach der Markt Steinach. Am 1. April 1971 schlossen sich die Gemeinden Nickersfelden und Roth an der Saale dem Markt Steinach an der Saale an. Hohn folgte am 1. Januar 1972. Am 1. Mai 1978 wurde der Markt Steinach an der Saale mit seinen Ortsteilen im Zuge der Gemeindegebietsreform nach Bad Bocklet eingemeindet.
Nur Aschach und Steinach besaßen als einzige Gemeindeteile des heutigen Markts Bad Bocklet das Recht zur Abhaltung eines Marktes. In Steinach war dies ein Pferdemarkt. Die Markttradition geriet jedoch in Vergessenheit, da das Pferd als Nutz- und Transporttier abgelöst wurde. Seit der Tausendjahrfeier findet jedes Jahr am letzten Juni-Wochenende ein Marktfest in Steinach statt.

## Sehenswürdigkeiten

### Bauwerke und Denkmäler
- Burgruine Steineck (Gemarkung Burglauer, oberhalb des ehemaligen Gemeindeteils Roth an der Saale)
- Reste der Burg Steinach der Grafen zu Henneberg (Altes Schloss) aus dem 13. Jahrhundert
- Pfarrkirche St. Nikolaus und St. Katharina mit für Franken typischem Echter-Turm (ältester Teil der Kirche) und dem Kruzifix von Tilman Riemenschneider
- Altes Pfarrhaus (frühes 17. Jahrhundert)
- Altes Forsthaus (um 1800)
- Neues Schloss, ehemaliger Sitz der fürstbischöflichen Forstmeister (erbaut 1707 von Freiherr Caspar Otto V. von Diemer)
- Reste der Synagoge im alten Teil des Schulhauses
- Jüdischer Friedhof mit Prof.-Dr.-Alex-Bein-Weg
- Bergkapelle (Kriegsgedächtniskapelle) mit Ehrenhain
- Gedenkplatte für die Augustinerpatres und astronomischen Uhrmacher Nikolaus Alexius Johann Habich (1753–1826) und Johann Baptist Michael Habich (1765–1826) am Steinacher Friedhof (Altes Leichenschauhaus)

Öffentlich zugänglich sind die Burgruine, die Pfarrkirche, der Jüdische Friedhof (nach vorheriger Absprache mit dem Kurator Robert Schmitt, Roth), die Bergkapelle und der Steinacher Friedhof.

### St.-Nikolaus-und-Katharina-Kirche mit Riemenschneider-Kruzifix
Die katholische Pfarrkirche St. Nikolaus mit ihrem spätgotischen Chorturm birgt neben einem spätgotischen Taufstein und dem Opferstock eine besondere Kostbarkeit, ein Holzkruzifix von Tilman Riemenschneider aus dem Jahre 1516.

### Bergkapelle

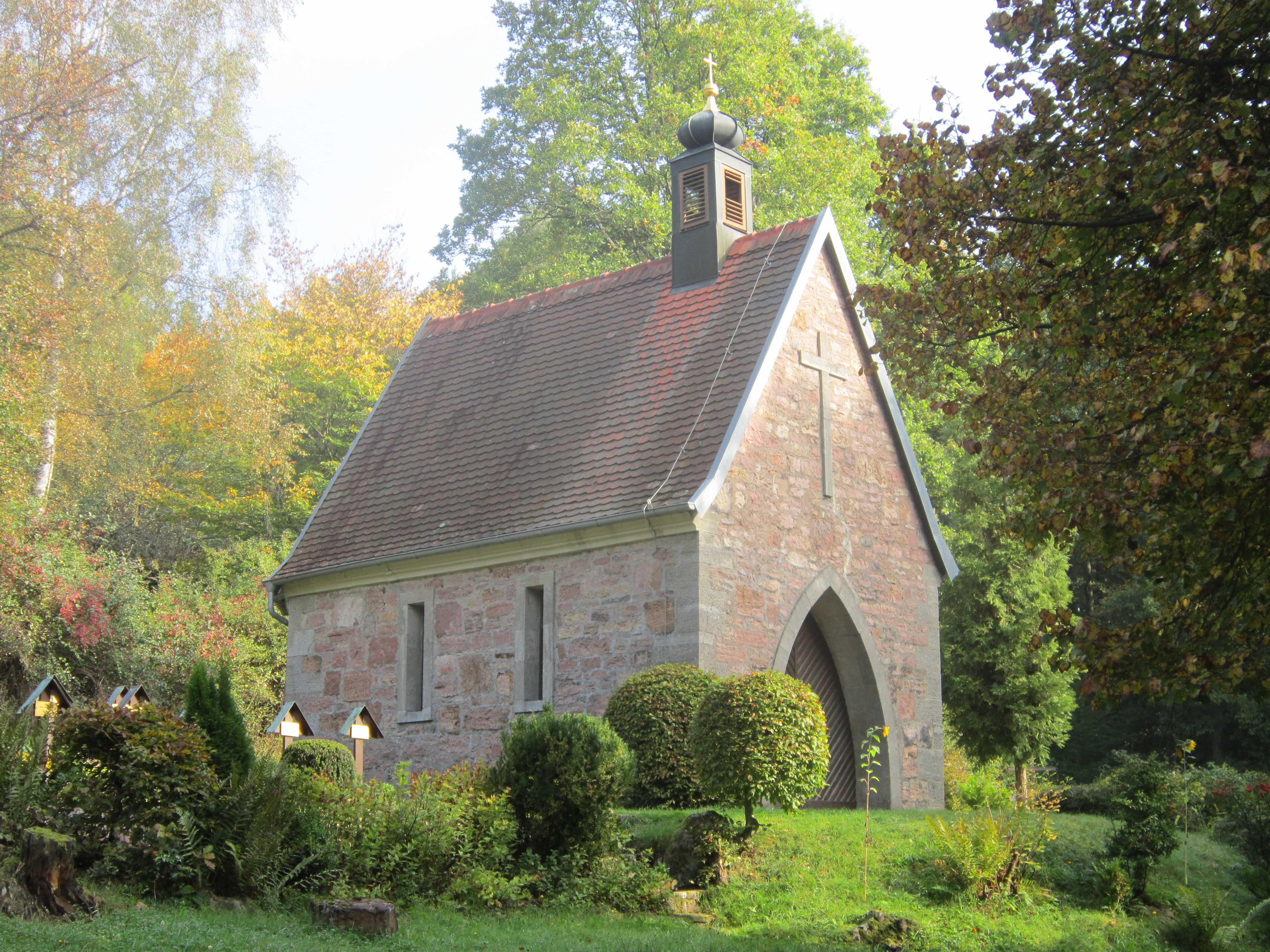
Kriegergedächtniskapelle.

Am Ortsausgang führt links ein Flurweg hinauf zur Bergkapelle mit einem Soldatenfriedhof. Die Kriegergedächtniskapelle erinnert seit über 60 Jahren (Baubeginn: 10. Juni 1946, Weihe durch den Würzburger Bischof Matthias Ehrenfried am 16. Oktober 1946) an die überaus hohe Zahl von Opfern im Zweiten Weltkrieg, die beim Kampf um Steinach vom 5. bis 9. April 1945 starben. Bei diesen Kämpfen wurden ca. 75 Prozent des Dorfes zerstört bzw. durch Bomben- und Granattreffer sehr stark beschädigt, darunter auch das Kirchenschiff von St. Nikolaus, das von einer Bombe getroffen wurde. Auf diese Geschehnisse weist eine Steintafel hin, die außen am Kirchenschiff rechts neben dem Hauptportal in die Wand eingelassen ist.

### Jüdischer Friedhof und Synagoge
Juden gab es schon im frühen 14. Jahrhundert in Steinach. Die Gemeinde, die bis 1942 bestand, ging bis ins frühe 17. Jahrhundert zurück. Eine Synagoge gab es in Steinach seit 1676. Im Wald zwischen Steinach und Unterebersbach liegt der Friedhof der ehemaligen jüdischen Gemeinde Steinach.
Bis in die späten 1930er Jahre existierte die Israelitische Kultusgemeinde Steinach mit eigener Synagoge (Rabbinat), einem Friedhof, einer Schule und Vereinen, wobei die Schule 1924 wegen Schülermangel geschlossen werden musste. Ausschreitungen der Reichspogromnacht vom 9. November 1938 fanden in Steinach nicht statt, da die örtlichen Nationalsozialisten den Zorn der Bevölkerung fürchteten – etwa ein Drittel der Einwohnerschaft Steinachs waren Juden. Um bei der Gauleitung in Bad Kissingen nicht als „judenfreundlich“ zu gelten, holten die Steinacher Parteigenossen der NSDAP die Reichspogromnacht in der Nacht vom 10. auf den 11. November 1938 mit Hilfe von Nationalsozialisten aus der Umgebung (vorwiegend SA- und SS-Trupps) nach: Das Inventar der Synagoge und der Privatbesitz von Steinachern wurden zerstört; das Gebetshaus blieb erhalten, da geplant war, dass dort die Gemeindeverwaltung einziehen sollte. Wertvolle Kultgegenstände (Torawimpel von 1676, Geburtsgürtel von 1666) wurden bereits Ende 1936 nach München verbracht und dem Verband der Israelitischen Gemeinden in München zur Aufbewahrung übergeben. Da nach Kriegsende keine jüdische Gemeinde mehr bestand, kaufte Anfang Juni 1952 die Gemeinde die Synagoge, brach sie Mitte September 1952 ab und errichtete dort eine Schule. Die Mikwe ist noch im Keller des Schulhauses vorhanden.
Einen tieferen Einblick in die Geschichte der Steinacher Juden gibt Alemannia Judaica: Jüdische Geschichte / Synagoge sowie die Homepage des Landesverbandes der Israelitischen Kultusgemeinden in Bayern.

## Wirtschaftsstruktur
Steinach ist von kleineren bis mittleren Gewerbe- und Einzelhandelsbetrieben geprägt. Das Gewerbegebiet Eckartspfad am Ortsrand an der Staatsstraße St 2292 nach Bad Neustadt/Saale hat eine Gesamtfläche von ca. 4 ha.

## Berühmte Söhne und Töchter des Ortes
- Alexius Johann OSA (* 11. November 1753 in Steinach; † 28. Juli 1826 in Mainz), Musiker und Komponist, Mathematiker, Astronom. Seit 1774: Komposition verschiedener Messen, Vespern, Kompletoren Opern; November 1780: Uraufführung des Requiems für die verstorbene Kaiserin Maria Theresia unter seiner Leitung im Freiburger Münster; seit 1781: Lehrer am kurfürstlichen Gymnasium in Mainz; 1796: Fertigstellung der ersten seiner acht astronomischen Uhren, von denen nur zwei erhalten sind. Die erste große astronomische Uhr steht im Bischöflichen Dom- und Diözesanmuseum in Mainz, ist aber nicht mehr funktionstüchtig. Eine weitere Uhr, die sich im Besitz der Stadt Mainz befand, wurde bei den verheerenden Bombenangriffen im Zweiten Weltkrieg zerstört.
- Baptist Johann OSA (* 12. April 1765 in Steinach; † 26. September 1826 ebenda), Bruder des Vorgenannten, Astronom und Mathematiker; Domvikar zu Mainz; Hersteller von sechs astronomischen Uhren, von denen noch vier erhalten sind.
- Paula Jordan, geborene Frank (* 17. Mai 1889 in Steinach; ermordet 25. November 1941 in Kaunas), sie führte mit ihrem Mann eine Galerie in der Prinzregentenstraße München, bis sie diese zwangsweise verkaufen mussten. Beide wurden 1940 aus München ins KZ Kauen deportiert.
- Alexander Bein, Professor, Historiker und Archivar. Bein war der Sohn einer jüdischen Lehrerfamilie. Sein Großvater Salomon (Shlomo) Bein war bis 1884 und sein Vater Mosche Bein bis 1921 Vorbeter und Lehrer an der Israelitischen Volksschule (ab 1024 Religionsschule) in Steinach. Mitte Juni 1912 zog die Familie nach Nürnberg. Er studierte Geschichtswissenschaften in Erlangen und Berlin und promovierte dort 1927. 1927–1933 war Bein beim Deutschen Reichsarchiv Potsdam tätig. 1933 emigrierte er nach Palästina. In Jerusalem war er von 1956 bis 1971 als Staatsarchivar Leiter des Zentralen Zionistischen Archivs.